# Губиньш, Герберт
Ге́рберт Гу́биньш (латыш. Herberts Gubiņš; 17 ноября 1914 — 2 февраля 1980, Торонто) — латвийский баскетболист, чемпион Европы 1935 года.

## Биография
На клубном уровне выступал за команду «Гонг» в чемпионате Латвии. Помимо этого, был членом студенческого клуба «Селония».
В составе сборной Латвии провёл 4 матча. На победном чемпионате Европы 1935 года принял участие в 3 матчах, набрал 1 очко в финальной игре со сборной Испании.
Во время Второй мировой войны сотрудничал с нацистами, работал переводчиком. После освобождения Латвии до 1952 года находился в лагере для военнопленных, позже переехал в Германию, а оттуда — в Канаду. Активно участвовал в жизни латышской диаспоры.